# Perviy otryad
First Squad (em japonês:  ファーストスクワッド Fāsuto sukuwaddo, em russo:  Пе́рвый отря́д, Perviy otryad), no Brasil First Squad: A Hora da Verdade, é um projeto de animação conjunta do Studio 4°C do Japão com os autores russos da Molot Entertainment. O filme ganhou o prêmio do jornal russo Kommersant.

## Enredo
O filme é ambientado durante os dias iniciais da Segunda Guerra Mundial na Frente Oriental (outono e inverno de 1941/1942). Seus principais protagonistas são um grupo de adolescentes soviéticos com habilidades extraordinárias, os adolescentes foram recrutados de modo a formarem uma unidade especial para combater o exército alemão invasor. Eles são combatidos por um oficial da Schutzstaffel (SS), que está tentando levantar dos mortos um exército sobrenatural de cruzados do século XII da Ordem da Cruz Sagrada (ou seja, os Cavaleiros Teutônicos), e recrutá-los para a causa nazista. A maioria dos adolescentes morrem assassinados, a não ser pela protagonista Nadia. Nadia é uma garota órfã de 14 anos, com a capacidade de predizer os "momentos da verdade", o que a torna uma pessoa-chave para evitar a vitória nazista. Logo após perder a memória depois de um ataque aéreo alemão e de escapar ilesa de uma tentativa de assassinato, ela é levada para um laboratório secreto soviético que estuda fenômenos sobrenaturais, especialmente sobre contatos com os mortos. A tarefa de Nadia é mergulhar no mundo dos mortos para reconhecimento. Lá, no Vale Sombrio, ela conhece seus amigos mortos e os convence a continuar lutando.

## Vídeo clipe
Na véspera de 9 de maio de 2005, um vídeo clipe foi lançado, com base na música "Наша с тобой победа" ("Nossa Vitória") pelo artista russo Ligalize. O clipe foi dirigido por Daisuke Nakayama e produzido por Michael Spritz e Alexey Klimov que descreve uma luta épica entre os pioneiros soviéticos e os soldados nazistas, com o lado alemão possuindo robôs mechas e vários soldados sobrenaturais. Entre os locais de destaque estão o Palácio dos Sovietes e a estação de metrô de Maiakovskaia em Moscou.

## Filme
Em 2007, foi anunciado que um filme intitulado First Squad - The Moment of Truth estava sendo produzido. O filme foi produzido pela Studio 4°C em parceria com a Molot Entertainment e distribuído por Amedia. O filme foi dirigido pelo diretor e animador da Studio 4°C, Yoshiharu Ashino, co-escrito e produzido por Michael Spritz, Alexey Klimov e Eiko Tanaka, desenvolvimento por Hirofumi Nakata, e música pelo DJ japonês, DJ Krush. O filme foi exibido no Festival de Cannes, no Festival Internacional de Cinema de Locarno, Fantasporto, e Fantasia Film Festival. Em 8 de junho de 2010, a Anchor Bay Entertainment anunciou a distribuição do filme nos Estados Unidos através da Manga Entertainment e XYZ Films.

## Elenco
- Elena Chebaturkina — Nadia
- Mikhail Tikhonov — Lenya
- Irina Savina — Valya
- Ludmila Shuvalov — Zina
- Damir Eldarov — Marat
- Alexander Gruzdev — General Belov
- Rudolf Pankov — Monk
- Artem Kipnis — Médico
- Olga Golovanov — Mãe de Nadia
- Sergei Aizman — Barão von Wolff
- Nikita Prozorovskii — Obergruppenführer Linz